# Campeonato Europeo de Lucha de 1986
El XXXVIII Campeonato Europeo de Lucha se celebró en el Estadio de la Paz y la Amistad de la ciudad de El Pireo (Grecia) en el año 1986 bajo la organización de la Federación Internacional de Luchas Asociadas (FILA) y la Federación Helénica de Lucha.

## Resultados

### Lucha grecorromana
| Evento | Oro                      | Plata                       | Bronce                     |
| ------ | ------------------------ | --------------------------- | -------------------------- |
| 48 kg  | Ivan Samtayev URSS       | Bratan Tsenov Bulgaria      | Vincenzo Maenza · Italia   |
| 52 kg  | Serguei Diudiayev URSS   | Mihai Cișmașu Rumania       | Jon Rønningen · Noruega    |
| 57 kg  | Timerzian Kalimulin URSS | Jarálambos Jolidis · Grecia | Keijo Pehkonen · Finlandia |
| 62 kg  | Árpád Sipos · Hungría    | Benni Ljungbeck · Suecia    | Hugo Dietsche · Suiza      |
| 68 kg  | Levon Dzhulfalakian URSS | Rumen Tenev Bulgaria        | Stanisław Barej · Polonia  |
| 74 kg  | Mijail Mamiashvili URSS  | Roger Tallroth · Suecia     | Jouko Salomäki · Finlandia |
| 82 kg  | Tibor Komáromi · Hungría | Bogdan Daras · Polonia      | Teimuraz Apjazava URSS     |
| 90 kg  | Atanas Komchev Bulgaria  | Franz Pitschmann · Austria  | Ilie Matei Rumania         |
| 100 kg | Jožef Tertelj Yugoslavia | Thomas Horschel RDA         | Istaván Illés · Hungría    |
| 130 kg | Nikola Dinev Bulgaria    | Nikolai Makarenko URSS      | Tomas Johansson · Suecia   |

### Lucha libre
| Evento | Oro                        | Plata                      | Bronce                      |
| ------ | -------------------------- | -------------------------- | --------------------------- |
| 48 kg  | Alexandr Dorzhu URSS       | Reiner Heugabel RFA        | Alin Păcuraru Rumania       |
| 52 kg  | Valentin Yordanov Bulgaria | Šaban Trstena Yugoslavia   | Minatula Daibov URSS        |
| 57 kg  | Gueorgui Kalchev Bulgaria  | Ruslan Karayev URSS        | Zygmunt Kołodziej · Polonia |
| 62 kg  | Jazar Isayev URSS          | Valentin Savov Bulgaria    | Marian Skubacz · Polonia    |
| 68 kg  | Abdula Magomedov URSS      | Simeon Shcherev Bulgaria   | Jan Szymański · Polonia     |
| 74 kg  | Adlan Varayev URSS         | Claudiu Tămăduianu Rumania | Kemal Padarev Bulgaria      |
| 82 kg  | Alexandar Nanev Bulgaria   | Vagab Kazibekov URSS       | Jozef Lohyňa Checoslovaquia |
| 90 kg  | Sanasar Oganisian URSS     | Gábor Tóth · Hungría       | Torsten Wagner RDA          |
| 100 kg | Gueorgui Yanchev Bulgaria  | Aslan Jadartsev URSS       | Uwe Neupert RDA             |
| 130 kg | Andreas Schröder RDA       | Maljaz Mermanishvili URSS  | Adam Sandurski · Polonia    |

## Medallero
| Núm. | País           | Oro | Plata | Bronce | Total |
| ---- | -------------- | --- | ----- | ------ | ----- |
| 1    | URSS           | 10  | 5     | 2      | 17    |
| 2    | Bulgaria       | 6   | 4     | 1      | 11    |
| 3    | Hungría        | 2   | 1     | 1      | 4     |
| 4    | RDA            | 1   | 1     | 2      | 4     |
| 5    | Yugoslavia     | 1   | 1     | 0      | 2     |
| 6    | Rumania        | 0   | 2     | 2      | 4     |
| 7    | Suecia         | 0   | 2     | 1      | 3     |
| 8    | Polonia        | 0   | 1     | 5      | 6     |
| 9    | Austria        | 0   | 1     | 0      | 1     |
| 9    | Grecia         | 0   | 1     | 0      | 1     |
| 9    | RFA            | 0   | 1     | 0      | 1     |
| 12   | Finlandia      | 0   | 0     | 2      | 2     |
| 13   | Checoslovaquia | 0   | 0     | 1      | 1     |
| 13   | Italia         | 0   | 0     | 1      | 1     |
| 13   | Noruega        | 0   | 0     | 1      | 1     |
| 13   | Suiza          | 0   | 0     | 1      | 1     |
|      | TOTAL          | 20  | 20    | 20     | 60    |